# 스테판 바나흐

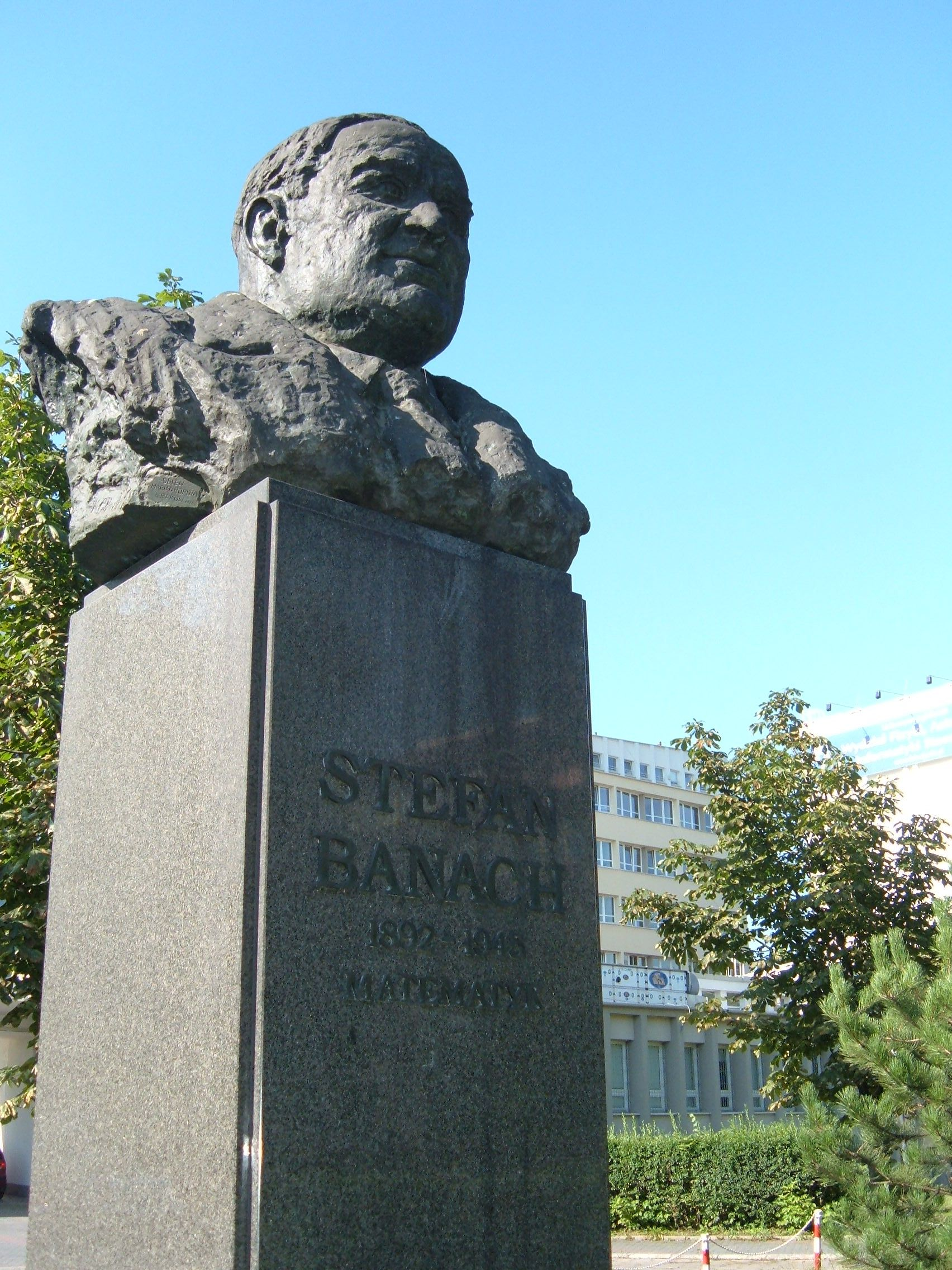
폴란드 크라쿠프에 있는 바나흐의 흉상 (2007년 촬영)

스테판 바나흐(폴란드어: Stefan Banach IPA: [ˈstɛfan ˈbanax], 1892년 3월 30일~1945년 8월 31일)는 폴란드의 수학자이다. 함수해석학에 크게 공헌하였으며, 바나흐 공간의 이론을 제창하였다. 이 밖에도, 측도론, 집합론 등 다른 수학 분야에도 기여하였다.

## 생애

### 유년
1892년 3월 30일 오스트리아-헝가리령인 크라카우(현재의 크라쿠프)에서 태어났다. 아버지는 스테판 그레체크(폴란드어: Stefan Greczek)였으며, 어머니는 카타지나 바나흐(폴란드어: Katarzyna Banach)였다. 바나흐의 부모는 미혼이었는데, 이는 아버지 스테판 그레체크는 오스트리아-헝가리군에서 복무 중이던 병사였으며, 군율에 의하여 복무 중 결혼할 수 없었기 때문이다. 이 때문에 바나흐는 어머니의 성을 사용하였다.
바나흐의 어머니는 매우 가난하였으며, 따라서 어린 바나흐는 프란치슈카 프워바(폴란드어: Franciszka Płowa)라는 여성의 가정에서 자랐다. 1902년에 크라쿠프의 한 김나지움에 입학하여 1910년예 졸업하였다.

### 성년
성인이 된 바나흐는 렘베르크(현재의 우크라이나 르비우)로 이사하여, 렘베르크 공과대학교에서 공학을 공부하였다. 제1차 세계 대전이 발발하자, 바나흐는 왼손잡이이며 근시라는 이유로 군 징집을 면제 받았다. 전중 러시아군을 피해 바나흐는 고향인 크라쿠프로 피난하였으며, 크라쿠프에서 개인 강사로 일했다.
1916년에 크라쿠프에서 후고 스테인하우스가 바나흐의 재능을 우연히 발견하였다. 길을 걷고 있던 스테인하우스는 (당시에 최신 수학 이론이었던) “르베그 적분”이라는 용어를 누군가가 사용하는 것을 듣고, 이에 대하여 대화하던 바나흐와 오톤 마르친 니코딤을 발견하였다고 한다. 이후 바나흐와 니코딤과 스테인하우스는 공동 연구를 시작하였다. 스테인하우스의 주선으로 바나흐는 1920년에 렘베르크 대학교에서 박사 학위를 수여받았으며, 1922년에 르비우 대학교의 교수가 되었다.
1939년에 나치 독일과 소련은 폴란드를 침략하였으며, 소련은 르비우를 포함한 (당시) 폴란드 동부를 병합하였다. 바나흐는 소련의 수학자들과 좋은 사이를 유지했던 관계로, 우크라이나어를 배우겠다는 맹세 아래 교수직을 지킬 수 있었다.

### 말년
1941년에 나치 독일은 소련을 침공하였으며, 르비우를 점령하였다. 나치 독일 정부는 르비우의 모든 대학을 폐교하였다. 바나흐는 루돌프 스테판 베이글(폴란드어: Rudolf Stefan Weigl)이 운영하던 장티푸스 연구소에서 자신의 피를 이에게 “헌혈”하는 일로 생계를 이었다.

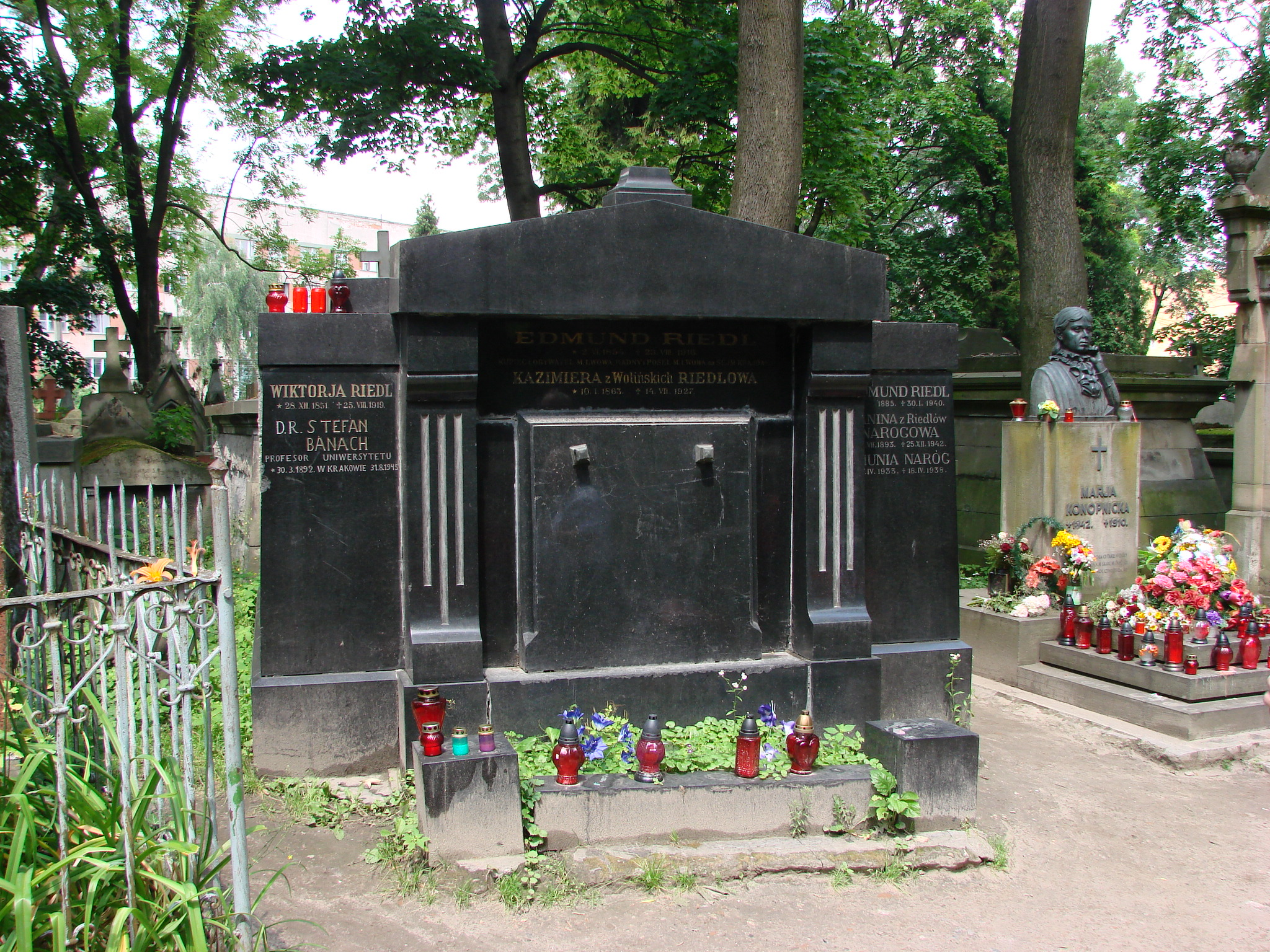
르비우에 있는 바나흐의 묘

1944년에 소련은 르비우를 수복하였으며, 옛 폴란드 동부 지역에서 폴란드인들을 강제로 추방하기 시작하였다. 바나흐는 이 때문에 크라쿠프로 이사하려 하였으나, 1945년 1월에 폐암 진단을 받았다. 이 때문에 바나흐는 르비우에서 치료를 시작하였으나, 같은 해 8월 31일 53세의 일기로 병사하였다. 이후 르비우에 매장되었다.
스타니스와프 울람에 따르면, 바나흐는 다음과 같은 말을 남겼다.
| “ | 유능한 수학자는 이론들 사이의 아날로지 및 증명법들 사이의 아날로지를 눈치챈다. 위대한 수학자는 아날로지들 사이의 아날로지를 볼 수 있다. Good mathematicians notice the analogies between theories and between methods of proof. The very great ones see the analogies between analogies. | ” |
|   | — :477 |   |

## 저서
- Banach, Stefan (1931). 《Teorja operacyj. Tom I. Operacje linjowe》 (폴란드어). 바르샤바: Kasa im. Mianowskiego Instytutu Popierania Nauki. 2017년 4월 16일에 원본 문서에서 보존된 문서. 2017년 4월 10일에 확인함.
  - 《연산론 1. 선형 연산》. 이 책은 함수해석학의 시초로 여겨진다.
- Banach, Stefan (1932). 《Théorie des opérations linéaires》 (PDF). Monografie Matematyczne (프랑스어) 1. 바르샤바: Druk M. Garasiński. 2014년 1월 11일에 원본 문서 (PDF)에서 보존된 문서. 2017년 4월 10일에 확인함.
  - 《선형 연산론》. 위 책의 프랑스어 번역이다.